# Benki Piyãko

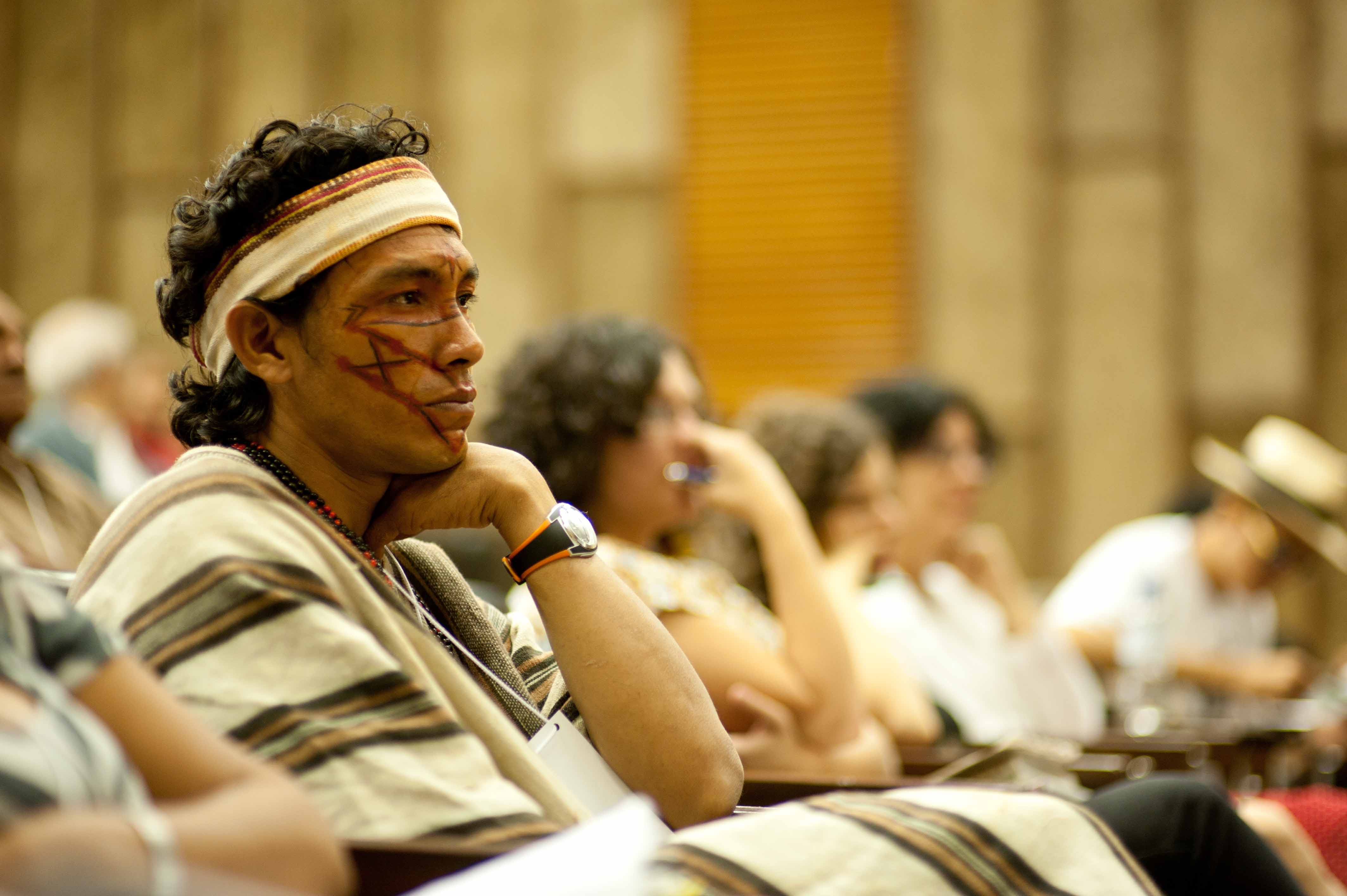
Benki Piyãko 14. Juli 2010 (Seminar „Encontro de Saberes“).

Benki Piyãko ‡1 [bˈẽjki piˈɐ̃ko] (* 24. Februar 1974 in Cruzeiro do Sul, ‡2 Brasilien), auch bekannt unter den Namen Benki Pianko, Benki Ashaninka, ist ein brasilianischer Indigener, ein Medizinmann und politischer Vertreter des indigenen Volkes der Asháninka im brasilianischen Bundesstaat Acre, an der Grenze zwischen Brasilien und Peru.

## Leben
Benki Piyãko wurde am 24. Februar 1974 am Amônia-Fluss in der Nähe der peruanischen Grenze geboren.
Im Alter von zwei Jahren wurde Benki der Betreuung seines Großvaters anvertraut, der ihm den Namen Wenki („Lebenskrieger“) gab und ihn zu einem Schamanen ausbildete. Seit seiner Jugend, im Alter von 12 Jahren, setzte er sich für die Rechte seiner Gemeinschaft ein.
Benki ist gelernter Wald-Techniker und insbesondere für die Öffentlichkeitsarbeit in seiner Community zuständig. Von 2005 bis 2007 war er Umweltsekretär in der Region Rio Juruá im Acre. Seit Juli 2007 leitete er das Ausbildungszentrum Yorenka Ãtame (Waldkenntnis) in der Stadt Marechal Thaumaturgo. Derzeit koordiniert er die Zusammenarbeit mit nicht-indigenen Jugendlichen in Marechal Thaumaturgo und zusammen mit ihnen das Projekt Jovens Guerreiros Guardiões da Floresta („Junge Krieger Wächter des Waldes“).

## Tätigkeiten
Benki Piyãko ist Leiter der indigenen Gemeinde von Acre. Er setzt sich für die Erhaltung der örtlichen Dörfer ein und kämpft außerdem gegen die kriminelle Ausbeutung der Waldflächen. Er trägt zum Umweltschutzgedanken bei, indem er fachliches Wissen in den Gemeinden verbreitet.
Piyãko ist außerdem Agroforstwirt und Vizepräsident der Asháninka-Organisation, wo er für die Verwaltung natürlicher Ressourcen verantwortlich ist.
Er ist auch als Musiker tätig.

## Auszeichnungen
- 2013: Menschenrechtspreis der Stadt Weimar (Tag der Menschenrechte, nach Empfehlung der Gesellschaft für bedrohte Völker), für seine Bemühungen um ein friedliches Zusammenleben zwischen den Asháninka-Indios und deren „weißen“ Nachbarn.[5]
- 2012: Prêmio-E (UNESCO, Instituto-E und Stadt Rio de Janeiro), für die Anerkennung seiner Initiativen im Bereich Nachhaltigkeitsentwicklung.[6][7][3]
- 2004: Prêmio Nacional de Direitos Humanos, für die Förderung der Menschenrechte der Asháninka-Völker und vor allem für die öffentliche Informationsverbreitung über den Kampf der Apiwtxa-Gemeinde gegen die Übergriffe peruanischer Holz-Ernter sowie für die Verteidigung der Territorien und damit für die Souveränität Brasiliens.[8]

### Organisationen
- Apiwtxa – Verband des Ashaninka-Volks am Amônia-Fluss (portugiesisch)
- adveniat – für die Menschen in Lateinamerika

### Pressemitteilungen
- GfBV - Göttingen, Gegen Holzmafia und Drogenschmuggler (12. Dezember 2013)
- Klimabündnis, Menschenrechtspreis der Stadt Weimar für den Ashaninka Benki Piyãko (11. Dezember 2013)
- dpa-infocom (arcor), Benki Piyãko aus Brasilien mit Weimarer Menschenrechtspreis geehrt (10. Dezember 2013)
- Stadt Weimar - Mitteilung, Menschenrechtspreis 2013 für Benki Piyãko aus Brasilien (3. Juli 2013)
- Deutsche Welle (auf Englisch), Indigenous peoples protect the rainforest with hi-tech tools (10. August 2009)

| Personendaten    | Personendaten                                                                         |
| ---------------- | ------------------------------------------------------------------------------------- |
| NAME             | Piyãko, Benki                                                                         |
| ALTERNATIVNAMEN  | Pianko, Benki; Ashaninka, Benki; Wenki                                                |
| KURZBESCHREIBUNG | brasilianischer Schamane und politischer Vertreter des indigenen Volkes der Asháninka |
| GEBURTSDATUM     | 24. Februar 1974                                                                      |
| GEBURTSORT       | Cruzeiro do Sul, Brasilien                                                            |